# Sai che c'è di nuovo?
Sai che c'è di nuovo? (The Next Best Thing) è un film del 2000, diretto da John Schlesinger. È una commedia statunitense dai toni drammatici, interpretata da Madonna e Rupert Everett. Questo è l'ultimo film del regista John Schlesinger, morto il 25 luglio 2003.

## Trama
Abbie e Robert, lei etero lui gay, sono amici per la pelle. Dopo la morte di un amico comune la loro amicizia si rafforza tanto da farli andare a letto insieme. Abbie rimane incinta e i due decidono di formare una famiglia. Quando però Abbie si innamora di un altro uomo tra i due scoppia una battaglia legale per l'affido del bambino.

## Colonna sonora
La colonna sonora del film comprende alcuni pezzi di Manu Chao e di Christina Aguilera, nonché altre due canzoni della stessa Madonna. Le due canzoni sono American Pie, cover del celebre successo degli anni settanta di Don McLean, e la ballata Time Stood Still. I cori nella canzone American Pie sono stati eseguiti da Rupert Everett.

## Accoglienza

### Incassi
Il film è stato un flop al botteghino. Ha infatti incassato globalmente poco più di 24 milioni di dollari contro un budget di 25 milioni di dollari.

### Critica
Anche l'opinione della critica è stata negativa: il film ha ricevuto un punteggio di approvazione del 19% su Rotten Tomatoes, basato su 94 recensioni, con una valutazione media di 3,8/10. Il consenso critico del sito web afferma: "Gli elementi della storia si scontrano e la recitazione non è all'altezza". Su Metacritic, il film ha una valutazione di 25/100 basata su 31 recensioni, indicando "recensioni generalmente sfavorevoli".

## Riconoscimenti
- 2000 - Razzie Awards
  - Peggior attrice a Madonna
  - Nomination Peggior film 
  - Nomination Peggior regista a John Schlesinger
  - Nomination Peggior sceneggiatura a Thomas Ropelewski
  - Nomination Peggior coppia a Madonna e a scelta tra Rupert Everett o Benjamin Bratt
- 2001 - GLAAD Media Awards
  - Nomination Miglior film della grande distribuzione